# أحمد شهداد
أحمد شهداد (مواليد 1 يناير 1982، لاعب كرة قدم قطري يجيد اللعب في مركز الدفاع .
لعب سابقاً مع أندية الأهلي والعربي و معيذر .

## روابط خارجية
- أحمد شهداد على موقع Soccerway.com (الإنجليزية)